# 章约翰
章约翰（John Wellington，1889年12月28日—1976年9月11日）是一位英国圣公会传教士，山东教区第三任主教。
章约翰为牧师之子，毕业于索尔兹伯里神学院。1913年接受按立，后派往中国山东省传教。1935年返回英国，担任贝德福德圣三一堂牧师。从1940年到1950年担任圣公会山东教区主教，太平洋战争期间曾被日军关押于集中营，1945年战争结束时获释。1950年他返回英国，任St Germans牧师，1953年任Bodmin的会吏长。1960年退休，1976年9月11日去世。